# Sphyrelata amotella
Sphyrelata amotella är en fjärilsart som beskrevs av Walker 1864. Sphyrelata amotella ingår i släktet Sphyrelata och familjen praktmalar, Oecophoridae. Inga underarter finns listade i Catalogue of Life.